# Cytheropteron crassispinatum
Cytheropteron crassispinatum är en kräftdjursart som beskrevs av Brady och Norman 1889. Cytheropteron crassispinatum ingår i släktet Cytheropteron, och familjen Cytheruridae. Arten har ej påträffats i Sverige.